# Histoire de l'état civil en France
L'histoire de l'état civil en France trouve ses racines dans les pratiques de l'Église catholique, bien que celui-ci n'ait été véritablement institué qu'avec le décret du 20 septembre 1792 qui laïcise l'état civil.

## Registres paroissiaux et d'état civil sous l'Ancien Régime
Avant l'instauration de l'état civil, l'identification des personnes est régie principalement par la « reconnaissance interpersonnelle », fondée sur la perception des visages. La reconnaissance orale est alors facilitée par une hausse démographique modérée et un taux endogamique élevé. De fait, l'affaire judiciaire d'usurpation d'identité Martin Guerre, jugée par le Parlement de Toulouse en 1560, montre la difficulté de procéder à l'identification des personnes de façon fiable, en l'absence de documents écrits.
Au Moyen Âge, chaque personne n'est identifiée que par son prénom (bien souvent le nom de baptême du saint correspondant à leur jour de naissance), précisé par celui du père ou un lieu de vie. Le nom de famille, en l'occurrence le patronyme, n'est stabilisé en France qu'entre le XIe et le XIIIe siècle.
En France, comme la plupart des pays de l'Europe de l'Ouest, c'est après le concile de Trente, qui définit les sept sacrements, que l'autorité religieuse systématise les registres paroissiaux, dans lesquels sont inscrits les baptêmes, les mariages et les sépultures. Ces précurseurs de l’état civil servent aussi de preuve dans les procès, raison pour laquelle les différents gouvernants les ont rendus obligatoires puis ont progressivement accru les mentions portées aux actes. Ces registres sont parfois assortis d'un « registre d'état des âmes » (équivalent de l'actuel Registre de population) rédigé à titre privé par des curés qui veulent faire un état moral de leur paroisse, afin de démasquer notamment des cas de bigamie, de concubinage ou d'impiété.
Le plus ancien registre paroissial conservé en France est celui de la commune de Givry dans le département de Saône-et-Loire. Il couvre la période de 1334 à 1357, contenant les décès et, à partir de 1336, les mariages, et illustre à l'échelle d'un village les ravages de la Peste noire. L'ordonnance de Villers-Cotterêts signée en 1539 par François Ier officialise la tenue d'un registre de baptêmes par les curés de chaque paroisse. L'ordonnance de Blois signée en 1579 par Henri III officialise la tenue d'un registre des mariages et des sépultures. 

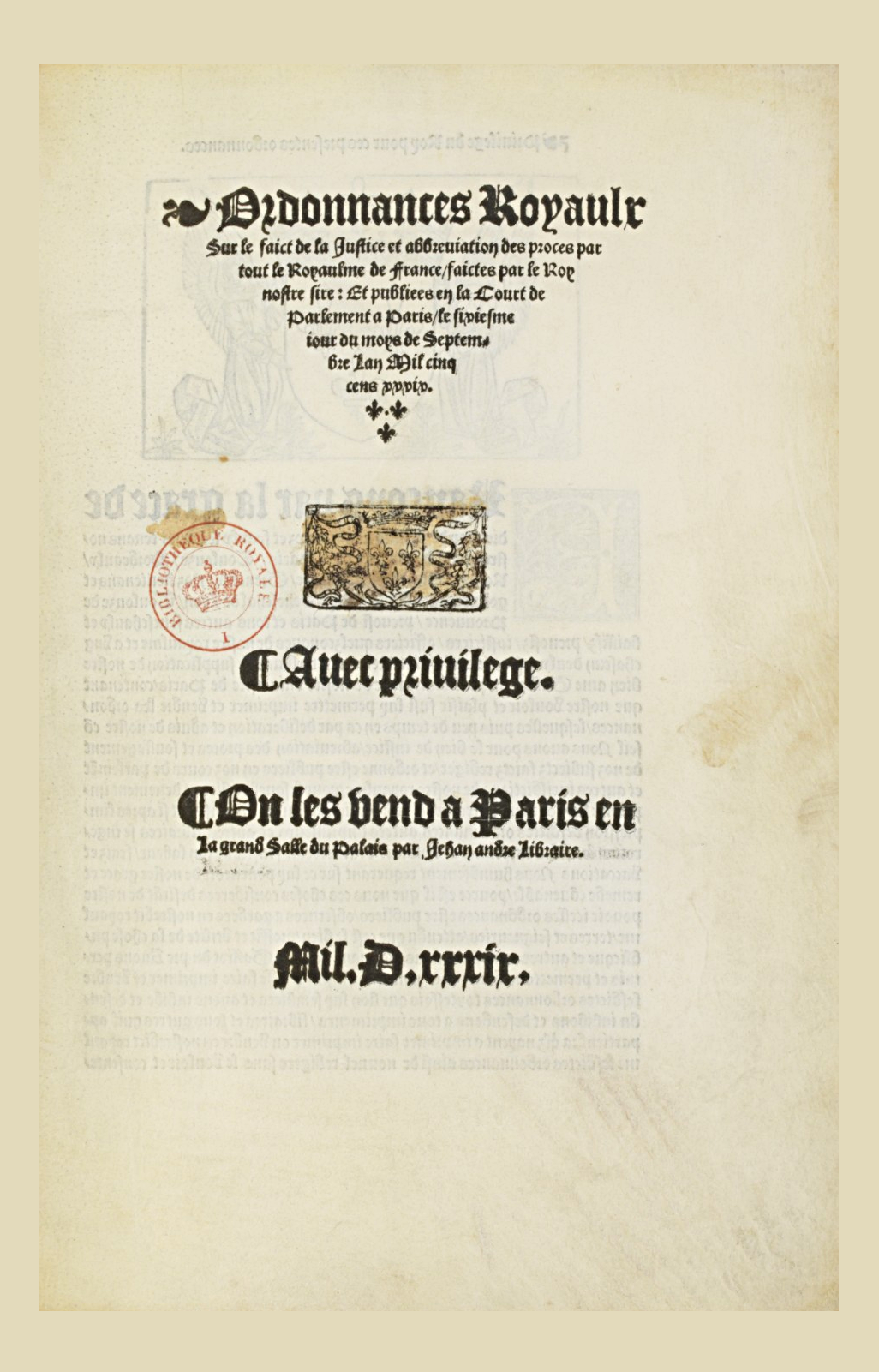
Ordonnances royaulx sur le faict de la justice et abbreviation des procès par tout le royaulme de France

Loin du fait religieux s'installe une réalité civile de l'acquisition des biens dans les familles. Dès le début de cet enregistrement, on se heurte aux problèmes des protestants dont la croyance n'est pas reconnue par la monarchie française, sauf entre l'édit de Nantes (1598) et l'édit de Fontainebleau (1685). Les mariages consacrés secrètement par des pasteurs n'ont aucune valeur au regard de la loi et les enfants nés de ces unions sont considérés comme enfants illégitimes et ne peuvent en aucun cas succéder à leurs parents. Ce sont alors les autres membres de la famille qui bénéficient de l'héritage des biens et titres, aussi bien du côté paternel que maternel.
C'est en avril 1667, dans l'« ordonnance touchant réformation de la justice » (aussi dite « ordonnance de Saint-Germain-en-Laye » ou « Code Louis ») que la tenue des registres en double est en principe rendue obligatoire, réduisant fortement la perte totale des informations pour cause de troubles, guerres, incendie ou dégradations par les rongeurs. L'un des exemplaires, dit « grosse » devra être conservé par le greffe du bailliage tandis que l'autre, la « minute », après avoir été paraphé, retournera entre les mains du curé desservant la paroisse. L'ordonnance avait pour but, entre autres, de substituer aux preuves par témoins devant les tribunaux royaux des preuves écrites, fondées sur les « registres ». En outre, le papier timbré devient obligatoire pour la confection d'actes authentiques. C'est d'ailleurs l'imposition d'une nouvelle taxe sur celui-ci qui provoqua, en 1674, la révolte du papier timbré, qui agite en particulier Bordeaux et la Bretagne.
L'ordonnance de 1667 demeura cependant mal appliquée pendant plusieurs décennies. La multiplication des offices, pour des raisons financières, à la fin du règne de Louis XIV, ainsi que la querelle janséniste, conduisirent en effet de nombreux curés et responsables de ces registres à les accaparer et à refuser de les transmettre à la justice royale.

« Edit du Roy donné au mois d’Octobre 1691, portant création des Offices de Greffiers, Conservateurs des Registres de Baptêmes, Mariages et Sépultures dans les villes du Royaume ou il y a une Justice Royale, Duché Pairies et autre Juridictions pour fournir dans le mois de Décembre de chaque année à tous les curés des paroisses de leur ressort, deux registres cotés et paraphés par lesdits greffiers, à la réserve des premières et dernières page qui seroient signées sans frais par le juge du lieu, l'un desquels registres serviroit de minute, et l'autre de grosse, pour y écrire par les curés les baptêmes, mariages, et sépultures.
L'édit ordonnoit aussi que six semaines après l'expiration de chaque année, les greffiers pourroient retirer les grosses qui auroient servi pendant l'année précédente, et que les juges ou greffiers des jurisdictions royales, à qui les grosses de ces registres avoient été remises depuis l'ordonnance de 1667, seroient tenus de les remettre entre les mains de ces greffiers, aussi-bien que les registres des consistoires qui avoient été déposés entre leurs mains en vertu de la déclaration du mois d'Octobre 1685. »

L’édit de Louis XIV d’octobre 1691 crée réellement les greffiers de l’état civil, chargés de gérer les archives en recevant une copie du registre paroissial chaque année. Ils sont par ailleurs habilités à délivrer des extraits des actes mentionnés dans ces registres.
Selon l'historien Vincent Denis, « l'État royal a accaparé une fonction traditionnelle de l'Église. En définitive, la monarchie ne s'est pas montrée à la hauteur de la fonction capitale dont elle a voulu se charger ». En revanche, les registres de l'armée sont mieux tenus : en 1716, la monarchie crée « les contrôles des troupes avec signalement » pour lutter notamment contre les déserteurs qui se réengagent afin de toucher une nouvelle prime de mobilisation.
Aussi, dans l'immense majorité des paroisses, c'est seulement à partir de la déclaration du 9 avril 1736, rappelant et complétant l'ordonnance de 1667, que l'obligation de tenue en double des registres sera réellement généralisée. Préparée par le procureur général du Parlement de Paris, Guillaume-François Joly de Fleury, associé au chancelier Henri François d'Aguesseau, cette déclaration prescrit notamment l'obligation pour le curé, les comparants et les témoins de signer, apposer une croix au bas de l'acte ou déclarer ne savoir signer ce qui devra être aussitôt retranscrit. Ce texte détaille aussi les différentes informations qu'il convient d'enregistrer par écrit, au moment du baptême, du mariage et de la sépulture, et insiste sur l'obligation d'enregistrer les ondoiements (rite simplifié de baptême que l'on fait en cas de danger de mort) pour les enfants mort-nés. De plus, dans le cas d'un décès par mort violente, l'inhumation ne peut avoir lieu que sur l'ordonnance d'un juge criminel. Enfin, ceux à qui l'on refuse une sépulture religieuse devront être enterrés après une ordonnance du juge de proximité. Le clergé régulier est soumis aux mêmes règles que l'ensemble de la société, de même que les hôpitaux généraux. « Au total, la déclaration du 9 avril 1736 forme un texte très complet, qui va bien au-delà de la seule conservation des registres : réglant la plupart des opérations (sauf le détail des mariages), de l'enregistrement à l'extrait, en passant par la réformation et le dépôt des registres, c'est un véritable petit code sur « l'état des citoyens », selon le mot de Joly de Fleury ». Progressivement, la justice royale devient ainsi « le seul garant de l'état légal des individus ».
Jusqu'aux années 1730, la découverte des causes de la mort, en cas de mort violente, est toutefois l'une des priorités des fonctions des agents chargés du maintien de l'ordre (maréchaussée, lieutenant général de police, etc.), régie en particulier par l'ordonnance criminelle de 1670 (titre XXII). La déclaration de 1736 renforce ces dispositions réglementaires. À Paris, les morts anonymes sont envoyés à la morgue (à la « basse-geôle » du grand Châtelet) pour y subir des examens médicaux. Si le corps n'est pas reconnu ni réclamé, il est ensuite transmis aux religieuses de l'Hôpital de Sainte-Catherine, qui l'inhument au cimetière des Innocents. Le dépôt de cadavre du Châtelet est mentionné par une sentence du prévôt de Paris du 1er septembre 1734, qui associe pour la première fois la basse geôle du Châtelet à l'identification des cadavres. Des innovations architecturales seront par la suite apportées lors du déménagement, en 1804 et sous les ordres du préfet de police Dubois, de la morgue quai du Marché-Neuf.
Les protestants lancent une campagne vers 1750, avec le but de faire reconnaître la réalité civile des huguenots, à laquelle participe Turgot.
L'édit de Versailles, préparé par Chrétien de Lamoignon de Malesherbes, signé par Louis XVI le 7 novembre 1787 et enregistré le 29 janvier 1788 par le parlement de Paris, accorde aux calvinistes, aux luthériens et aux Juifs marranes le droit d'enregistrer les naissances, les mariages et les décès auprès du curé de leur paroisse sans devoir se convertir au catholicisme. 
Le 20 septembre 1792, la veille de sa séparation, l'Assemblée nationale législative attribue « aux Municipalités, le soin de recevoir et de conserver à l'avenir les actes destinés à constater les naissances, les mariages et les décès ». Parallèlement, elle n'entend « ni innover ni nuire à la liberté que tous les citoyens sans distinction ont de consacrer les naissances, mariages et décès par les cérémonies du culte auquel ils sont attachés, et par intervention des ministres de ce culte » : les citoyens sont libres, après l'enregistrement d'une naissance, d'un mariage ou d'un décès, de pratiquer la cérémonie ou le rite religieux qu'ils désirent, ou de ne pratiquer aucun rite.

## XIXesiècle
Le 17 juin 1796, l'état civil est imposé dans les départements français situés en Belgique. Néanmoins, un rapport de 1820, lors de la Restauration, montre que beaucoup de registres ne sont pas tenus correctement, la loi de 1792 tardant à être parfaitement appliquée, surtout dans les communes rurales. Les registres sont la proie d'erreurs, essentiellement de forme, mais aussi parfois d'arrangements (ils peuvent être antidatés, etc.) voire de falsifications délibérées (incendies volontaires de registres, ou falsification de l'acte lui-même : un rapport de l'an XIII constate des « changements de noms de garçons en noms de filles (…), la falsification des dates des actes de naissance et de mariage », ainsi que la tenue de mariages « entre garçons sous des déguisements d'habits et de noms ».
Bien que la loi fasse sentir ses effets dans certaines localités, à la fin du Premier Empire, la faible application de la loi de 1792 s'explique pour plusieurs raisons principales :
- d'abord, le clivage ville-campagnes : dans le monde rural, les relations de connaissance personnelle suffisent, aux yeux des administrés, à pourvoir à l'identification, qui semble superflue. De plus, les élus locaux comprennent mal les directives bureaucratiques[11]; en outre, bien que les tensions s'apaisent après le Concordat de 1801, certains curés refusent de transmettre à l'administration les registres paroissiaux, tandis que l'ancrage des traditions religieuses convainquent bon nombre de paysans de l'inutilité de ces formalités administratives[11].
- ensuite, un clivage régional et culturel : la langue française est loin de s'étendre sur tout le territoire; en ce qui concerne les juifs, dans certaines régions, ceux-ci n'ont pas de tradition patronymique chrétienne, rendant la procédure compliquée, d'autant plus que le décret de 1792 a légiféré en uniformisant l'usage des noms et prénoms[11]. Un décret du 20 juillet 1808 donne un délai de quatre mois aux juifs pour se faire établir leur état civil, sous peine de bannissement. Les ancêtres du linguiste juif Michel Bréal composent ainsi son nom de famille en tirant au sort cinq lettres[12]. La plupart des familles, avec l'appui des autorités religieuses israélites, choisissent alors comme nom leur surnom d'usage[1].
- enfin, le refus de la conscription explique nombre de falsifications[11].

La loi de déportation politique du 8 juin 1850 supprima la mort civile pour les condamnés politiques à la déportation (remplacée par la dégradation civique), avant que celle-ci ne fut définitivement abolie par la loi du 31 mai 1854. Le duc de Polignac avait été condamné par la Chambre des pairs à la mort civile, à la suite des Trois Glorieuses de 1830.
Les incendies de la Commune de Paris détruisirent l'Hôtel de Ville et le Palais de Justice et les registres paroissiaux et d'état-civil qui y étaient conservés. La circulaire du ministère de l'Intérieur du 18 mars 1877, puis la loi du 5 avril 1884, décrètent la création des livrets de famille pour pallier une éventuelle perte des actes originaux. 
En Algérie française, un état-civil français est tenu à partir de 1832, tandis qu'un état-civil indigène est imposé aux Algériens par la loi du 23 mars 1882. 
À la suite de l'incendie de l'Hôtel de Ville et du Palais de Justice de Paris lors de la Commune, en 1871, la Troisième République institue le livret de famille qui se généralise en France à partir de 1884. En Algérie, la loi du 23 mars 1882 créé l'état civil algérien, après plusieurs tentatives infructueuses (en 1854 et 1873).
La loi du 11 germinal an XI (1er avril 1803) précise que seuls peuvent être reçus comme prénoms, dans les registres de l'état-civil des naissances, les noms en usage dans les différents calendriers et ceux des personnages connus dans l'histoire ancienne. Elle interdit aux officiels publics d'en admettre aucun autre dans leurs actes.
Entre le décret du 11 mars 1803 et la loi du 7 décembre 1897, c'est-à-dire pendant la presque totalité du XIXe siècle, les femmes ont été exclues de la position de témoin pour des actes civils.

## XXesiècle
L'état civil se perfectionne en 1897 avec le report en marge (mention marginale) de l'acte de naissance des conditions du mariage ou divorce puis en 1922 avec l'introduction de la date et du lieu de naissance des parents dans les actes de naissance des enfants et, depuis 1945, les dates et lieux de décès et autres modifications de l'état civil sont retranscrits en tant que mention marginale de l'acte de naissance. Dans les colonies, les états civils coraniques et les registres paroissiaux faisaient office d'état civil pour les indigènes. Dans les années 1920, l'état civil pour le recrutement extérieur des citoyens français à des fins de Conscription est mise en place.
En 1945, lors de la mise en place de la Sécurité sociale par le gouvernement provisoire du Général de Gaulle, la France se dote d'un Numéro de Sécurité sociale signifiant, dont les 13 chiffres sont fondés sur les déclarations à l'état civil.
La loi restrictive de 1803 est assouplie par l'instruction ministérielle du 12 avril 1966 qui autorise les prénoms tirés de la mythologie, les prénoms régionaux, et certains diminutifs ou variations.
La loi du 8 janvier 1993 assouplit la réglementation concernant les prénoms. Elle offre aux parents la possibilité de choisir des prénoms originaux, dans la mesure où ils ne portent préjudice ni au droit des tiers ni à l'enfant.
À la suite de la décolonisation, le Service central d'état civil, dépendant du Ministère des Affaires étrangères, est créé en 1965. Basé à Nantes, il est chargé de l'état civil des Français nés à l'étranger ou dans les ex-colonies, ainsi que du recueil et de la retranscription de tous les actes civils faits par des Français à l'étranger. La loi du 26 novembre 2003 relative à la maîtrise de l'immigration, au séjour des étrangers en France et à la nationalité (dite « loi Sarkozy ») a modifié l'article 47 du Code civil concernant les actes d'état civils effectués à l'étranger, en limitant fortement la présomption de bonne foi qui leur étaient attachés depuis la loi de 1803.
En 1992, le Conseil d'État autorise les personnes transgenres à changer de prénom et sexe à l'état civil au terme d'un parcours médical au cours duquel ils/elles changent chirurgicalement de sexe. La première affaire concernant les personnes transgenres avait été suscitée après-guerre par Coccinelle, une artiste de cabaret.
La réforme de 1993 permet d'inscrire sur les registres d'état civil les « enfants sans vie », lorsque l'enfant est décédé avant la déclaration de naissance[réf. nécessaire].

## XXIesiècle
La loi sur le nom de famille de 2003 permet aux enfants nés après le 1er janvier 2005 de porter soit le nom de la mère, soit celui du père, soit les deux.
Un arrêté de 2005 a aussi inclus l’inscription au Fichier des personnes recherchées (FPR) des personnes découvertes sans identité d'état civil : cadavre non identifié, amnésique, nouveau-né.
La mise en place progressive des passeports biométriques (décret du 4 mai 2008) soulève des difficultés d'état civil, car, outre des préoccupations liées aux libertés publiques, son obtention requiert une copie intégrale de l'acte de naissance, ce qui pose un problème délicat pour les personnes adoptées sans le savoir ou les personnes nées sous X.
La fraude à l'identité atteint un niveau élevé après 2009. 126 509 personnes sont signalées en 2016 par la sous-direction de la police technique et scientifique pour l’utilisation d’au moins deux états civils différents,.